# Diocese de Bonfim
A Diocese de Bonfim (Dioecesis Bonfimensis) é uma circunscrição eclesiástica da Igreja Católica localizada no norte do estado da Bahia. Pertence ao Conselho Episcopal Regional Nordeste 3 da Conferência Nacional dos Bispos do Brasil.

## Histórico
A Diocese de Bonfim foi criada pelo Papa Pio XI, em 6 de abril de 1933, e instalada no dia 2 de agosto do mesmo ano, com a presença de Dom Augusto Álvaro da Silva, que permaneceu como seu administrador apostólico até a chegada do primeiro bispo.
Na solenidade de instalação foi lida a bula Ad Aptius Christifidelium Regimini. A sede da diocese está na cidade de Senhor do Bonfim, Bahia.

## Paróquias
A abrangência da diocese é composta de vinte e sete paróquias, distribuídas em vinte e sete municípios
| Município                  | Invocação                         | ano da instalação |
| -------------------------- | --------------------------------- | ----------------- |
| Senhor do Bonfim, Catedral | Senhor do Bonfim                  | 1812              |
| Andorinha                  | Nossa Senhora do Perpétuo Socorro | 2012              |
| Antônio Gonçalves          | Sagrado Coração de Jesus          | 1981              |
| Caém                       | São Gonçalo do Amarante           | 2001              |
| Campo Formoso              | Santo Antônio                     | 1682              |
| Cansanção                  | Senhora Sant'Ana                  | 1978              |
| Capim Grosso               | São Cristóvão                     | 1975              |
| Filadelfia                 | São Sebastião                     | 2001              |
| Itiúba                     | Nossa Senhora da Conceição        | 1885              |
| Jacobina                   | Santo Antônio                     | 1705              |
| Jacobina                   | São José Operário                 | 1992              |
| Jaguarari                  | São João Batista                  | 1938              |
| Jaguarari, Pilar           | Nossa Senhora do Pilar            | 2018              |
| Mirangaba                  | São João Batista                  | 2000              |
| Monte Santo                | Sagrado Coração de Jesus          | 1790              |
| Nordestina                 | São João Batista                  | 2001              |
| Ourolândia                 | Nossa Senhora do Carmo            | 2000              |
| Pindubaçu                  | Senhor Bom Jesus                  | 1979              |
| Ponto Novo                 | Nossa Senhora de Fátima           | 2004              |
| Queimadas                  | Santo Antônio                     | 1842              |
| Saúde                      | Nossa Senhora da Saúde            | 1838              |
| Senhor do Bonfim, Igara    | Santo Antônio                     | 1991              |
| Senhor do Bonfim           | São José Esposo                   | 1994              |
| Serrolândia                | São Roque                         | 1987              |
| Umburanas                  | Nossa Senhora do Perpetuo Socorro | 2001              |
| Varzéa Nova                | Santa Cruz                        | 2000              |
| Quixabeira                 | Nossa Senhora do Perpétuo Socorro | 2021              |

## Bispos
|        | Nome                              | Período      | Notas                          |
| Bispos | Bispos                            | Bispos       | Bispos                         |
| ------ | --------------------------------- | ------------ | ------------------------------ |
| 7°     | Hernaldo Pinto Farias, S.S.S.     | 2019 - Atual |                                |
| 6°     | Francisco Canindé Palhano         | 2006-2018    | Nomeado Bispo de Petrolina     |
| 5°     | Jairo Rui Matos da Silva          | 1974-2006    |                                |
| 4°     | Antônio de Mendonça Monteiro      | 1957-1972    |                                |
| 3°     | José Alves de Sá Trindade         | 1948-1956    | Nomeado Bispo de Montes Claros |
| 2°     | Henrique Golland Trindade, O.F.M. | 1941-1948    | Nomeado Bispo de Botucatu      |
| 1°     | Hugo Bressane de Araújo           | 1935-1940    | Nomeado Bispo de Guaxupé       |